# 得克萨斯州陆军国民警卫队
得克萨斯州陆军国民警卫队（英語：Texas Army National Guard）是得克萨斯州的陸軍國民警衛隊，也是德克薩斯州軍隊的一部分。

## 歷史
得克萨斯州陆军国民警卫队最早起源於史蒂芬·F·奧斯汀在聖費利佩的組建的民兵團體。1823年2月18日頒布的法令授權史蒂芬·F·奧斯汀在墨西哥德克薩斯州建立殖民地，「將殖民者組織成一支國家民兵」，1824年6月22日，史蒂芬·F·奧斯汀被任命為中校，在聖費利佩德成立五個連組成的民兵營，三個連在布拉索斯河，兩個連在科羅拉多河，為1836年德克薩斯革命的數個志願連隊奠定基礎。
《1903年民兵法案》將各州民兵改組成現在的國民警衛隊體系。第二次世界大戰後，得克萨斯州陆军国民警卫队重組為第36步兵師和第49裝甲師。1961年10月，第49裝甲師奉命進行動員，以應對柏林危機，直到1962年8月恢復州控制。1968年，第36步兵師和第49裝甲師解編並重組為三個獨立旅，分別是第36步兵旅、第71步兵旅、第72步兵旅。
1973年11月1日，第49裝甲師重啟，總部設在馬布里營，成為得克萨斯州陆军国民警卫队唯一的师，也是國民警衛隊唯二的裝甲師之一。2004年7月18日，第49裝甲師被重新指定為第36步兵師。

## 組織
- 第36步兵師[1]
  - 第56步兵旅級戰鬥隊（英语：56th Infantry Brigade Combat Team (United States)）
  - 第72步兵旅級戰鬥隊（英语：72nd Infantry Brigade Combat Team (United States)）
  - 第36戰鬥航空旅（英语：Task Force Mustang）
  - 第36保障旅
  - 第36師屬砲兵
  -  第136機動加強旅[2]
  -  第176工兵旅[3]
  -  第278裝甲騎兵團（英语：278th Armored Cavalry Regiment）第三中隊[4]
- 第71部隊司令部[5]
  -  第71遠征軍事情報旅（英语：71st Expeditionary Military Intelligence Brigade）
  - 第71戰區資訊作戰群
  - 第100機動公共事務特遣隊
  - 特種作戰特遣隊-非洲
  -  第19特種部隊群第5營A連
  -  第19特種部隊群第5營C連
  -  第528保障旅第197特種部隊支援連